# Peter Joppich
Peter Joppich (Coblença, 21 de dezembro de 1982) é um esgrimista alemão que atua na categoria florete, medalhista de bronze em Londres 2012, além de cinco medalhas de ouro em Campeonatos Mundiais e duas medalhas de ouro em Campeonatos Europeus. O atleta disputou as Olímpiadas de 2008 e 2012 e disputará em 2016.